# Dezember 2021
Portal Geschichte | Portal Biografien | Aktuelle Ereignisse | Jahreskalender | Tagesartikel

◄ |
20. Jahrhundert |
21. Jahrhundert

◄ |
1990er |
2000er |
2010er |
2020er
| 2030er | 2040er

◄ |
2017 |
2018 |
2019 |
2020 |
2021
| 2022 | 2023 | 2024 | 2025 | ►

◄ |
September 2021 |
Oktober 2021 |
November 2021 |
Dezember 2021 |
Januar 2022 |
Februar 2022 |
März 2022 |
►
Dieser Artikel behandelt tagesbezogene Nachrichten und Ereignisse im Dezember 2021.

## Tagesgeschehen

### Mittwoch, 1. Dezember 2021
- Brüssel/Belgien: Die Europäische Kommission und der Hohe Vertreter der Europäischen Union für Außen- und Sicherheitspolitik starten als Alternative zu dem 2013 von der Volksrepublik China initiierten Infrastrukturprojekt Neue Seidenstraße die europäische Strategie Global Gateway.[1] Sie soll im Zeitraum 2021–2027 Investitionen in Höhe von 300 Milliarden Euro in den Bereichen Digital, Energie, Verkehr sowie Stärkung von Gesundheits-, Bildungs- und Forschungssystemen in den Schwellen- und Entwicklungsländern der Welt mobilisieren. Auf Initiative der USA hatten bereits die G7-Staaten bei ihrem Gipfeltreffen im Juni 2021 einen globalen Infrastruktur-Investitionsplan unter dem Titel Build Back Better World (B3W) beschlossen.[2]
- Hoofddorp/Niederlande: Der Logistikkonzern FedEx gab bekannt, die Transformation von TNT Express erfolgreich abgeschlossen zu haben, TNT Express ist damit nur noch eine Marke.[3] Im Zuge dessen gab das Unternehmen schon davor bekannt, bis zu 6300 Stellen europaweit in der Express-Sparte  abzubauen.[4]
- Stockholm/Schweden: In einer Online-Zeremonie werden Marthe Wandou, Wladimir Sliwjak, Freda Huson und die Legal Initiative for Forest and Environment mit dem sogenannten „Alternativen Nobelpreis“ ausgezeichnet.
- Wien/Österreich: Das Bundesamt für Verfassungsschutz und Terrorismusbekämpfung wird in die neu geschaffene Direktion für Staatsschutz und Nachrichtendienst unter der Leitung von Omar Haijawi-Pirchner überführt.
- Wien/Österreich: Verkehrsministerin Leonore Gewessler gibt bekannt, dass der Bau des geplanten Lobautunnels nicht weiter verfolgt wird.

### Donnerstag, 2. Dezember 2021
- Ankara/Türkei: Im Kabinett Erdoğan IV wird Finanzminister Lütfi Elvan durch seinen bisherigen Stellvertreter Nureddin Nebati ersetzt.
- Berlin/Deutschland: Auf dem Apellplatz des Bendlerblock findet der Große Zapfenstreich für  Bundeskanzlerin Angela Merkel statt.[5]
- Graz/Österreich: Das Wort „Schattenkanzler“ wird zum Österreichischen Wort des Jahres 2021 gewählt, Unwort wird „Querdenker“. Spruch des Jahres wird „Eli, es ist vorbei!“ von Matthias Strolz, Unspruch des Jahres „Bitte. Kann ich ein Bundesland aufhetzen?“ von Sebastian Kurz.[6][7]

### Freitag, 3. Dezember 2021
- Bankass/Mali: Bei einem Anschlag auf einen Bus nahe der Ortschaft Songho sterben mehr als 30 Menschen.
- Brasília/Brasilien: Ein Richter des Obersten Gerichtshofs ordnet ein Ermittlungsverfahren gegen Präsident Jair Bolsonaro wegen der Verbreitung von Falschinformationen an.
- Lissabon/Portugal: Wegen der Verwicklung seines Dienstfahrzeuges in einen Verkehrsunfall mit tödlichen Folgen tritt Portugals Innenminister Eduardo Cabrita zurück.

### Samstag, 4. Dezember 2021

Schematischer Verlauf der Sonnenfinsternis

- Banjul/Gambia: Bei der Präsidentschaftswahl wird Adama Barrow im Amt bestätigt.
- Belgrad/Serbien: Tausende Menschen in Serbien protestieren gegen den Abbau von Lithium in einem geplanten Bergwerk bei Loznica.[8]
- Lumajang/Indonesien: Beim Ausbruch des Vulkans Semeru sterben mindestens 13 Personen und mehr als 50 Personen werden verletzt.[9]
- Weimar/Deutschland: Bei der Wahl eines Nachfolgers für Alfons Hörmann als Präsident des Deutschen Olympischer Sportbundes setzt sich Thomas Weikert gegen Claudia Bokel durch.
- Westantarktika: Sonnenfinsternis vom 4. Dezember 2021

### Sonntag, 5. Dezember 2021
- London/Vereinigtes Königreich: Im Old Billingsgate werden die British Independent Film Awards verliehen.

### Montag, 6. Dezember 2021

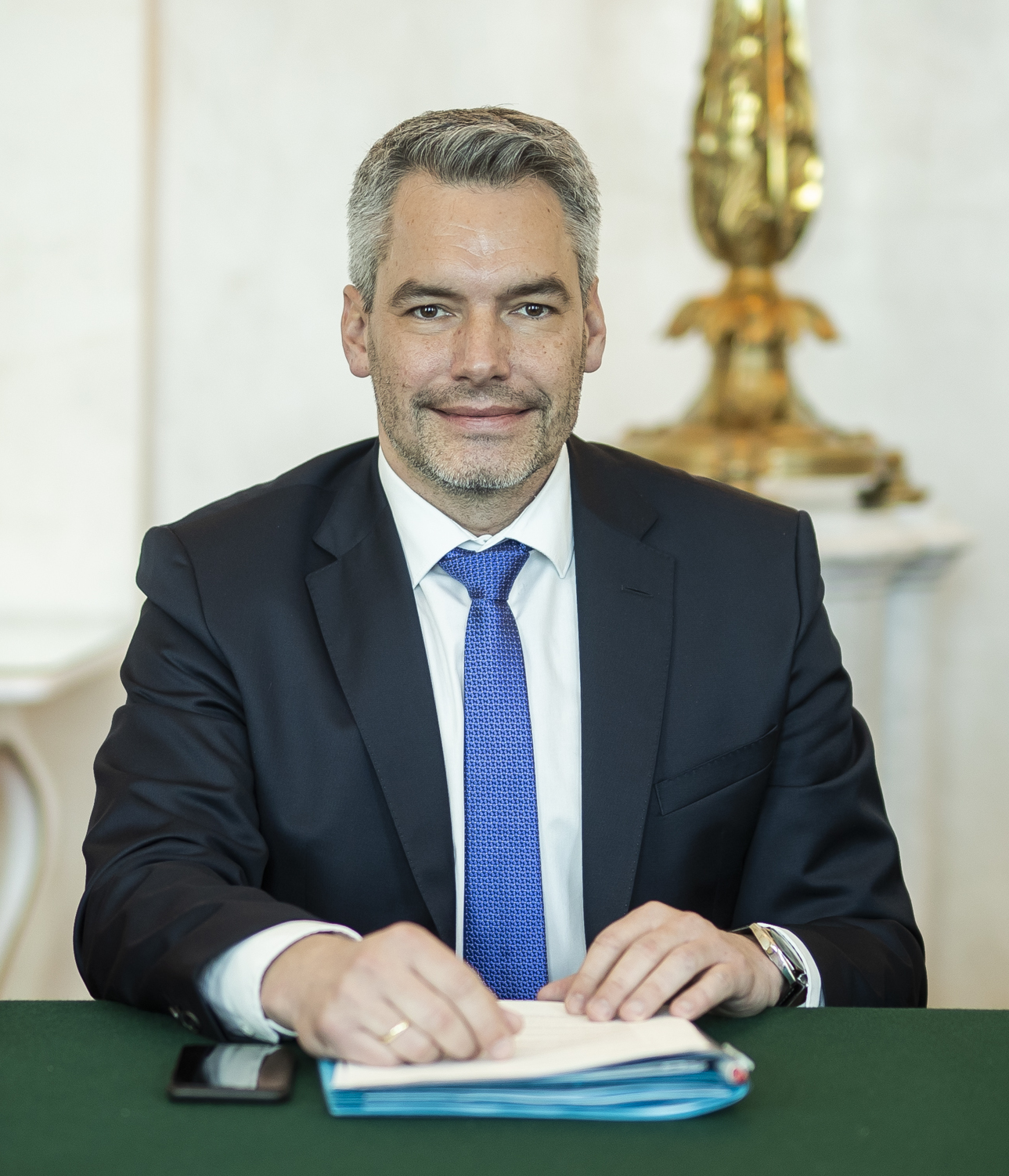
Karl Nehammer

- Addis Abeba/Äthiopien: Im bewaffneten Konflikt um die Region Tigray erobert das äthiopische Militär die strategisch wichtige Kontrolle über die bisher von Rebellen gehaltenen Städte Dese und Kombolcha in der Region Amhara.
- Dresden/Deutschland: Der Landtag von Sachsen hat eine epidemische Notlage im Freistaat festgestellt, diese schafft eine rechtliche Grundlage für weitere Verordnungen zur Eindämmung der Covid-19-Pandemie.[10]
- Naypyidaw/Myanmar: Die Friedensnobelpreisträgerin und ehemalige Regierungschefin von Myanmar Aung San Suu Kyi wird in einem Schauprozess wegen Anstiftung zum Aufruhr und der Missachtung von Corona-Maßnahmen zu vier Jahren Haft verurteilt. Sie steht seit dem Militärputsch im Februar unter Hausarrest. Wenige Stunden nach dem Urteil wird das Strafmaß auf zwei Jahre Hausarrest herabgesetzt.[11]
- Wien/Österreich: Karl Nehammer tritt die Nachfolge von Alexander Schallenberg als Bundeskanzler an, zugleich wird die von ihm geleitete neue Regierung angelobt.

### Dienstag, 7. Dezember 2021

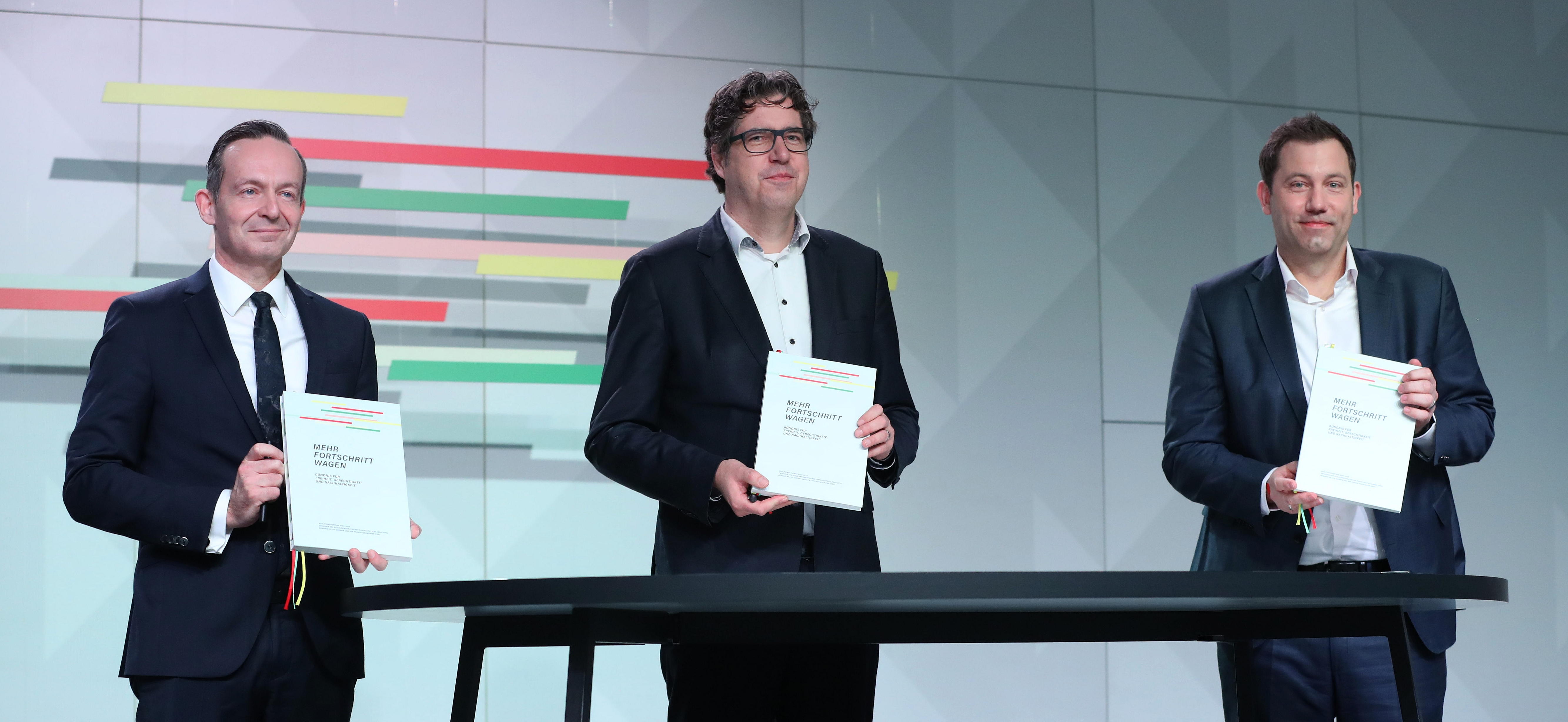
Volker Wissing, Michael Kellner und Lars Klingbeil mit dem unterzeichneten Koalitionsvertrag

- Berlin/Deutschland: Die Parteien SPD, Bündnis 90/Die Grünen und Freie Demokratische Partei unterzeichnen den ersten Ampel-Koalitionsvertrag auf Bundesebene.
- Berlin/Deutschland: Die Bundestagsfraktion von Bündnis 90/Die Grünen wählt Katharina Dröge und Britta Haßelmann, die der FDP Christian Dürr zu ihren Vorsitzenden.
- Gitega/Burundi: Bei einem Brand in einer überfüllten Haftanstalt kommen 38 Personen ums Leben, 69 werden verletzt.
- Paris/Frankreich: Am Flughafen Roissy wird ein 33-jähriger Mann festgenommen, der an der Ermordung des saudi-arabischen Journalisten Jamal Khashoggi beteiligt gewesen sein soll. Kurz darauf wird er freigelassen, da es sich um eine Verwechslung gehandelt hatte.
- Sokoto/Nigeria: Bei einem bewaffneten Überfall auf einen Bus im Nordwesten Nigerias werden 30 Personen getötet.

### Mittwoch, 8. Dezember 2021

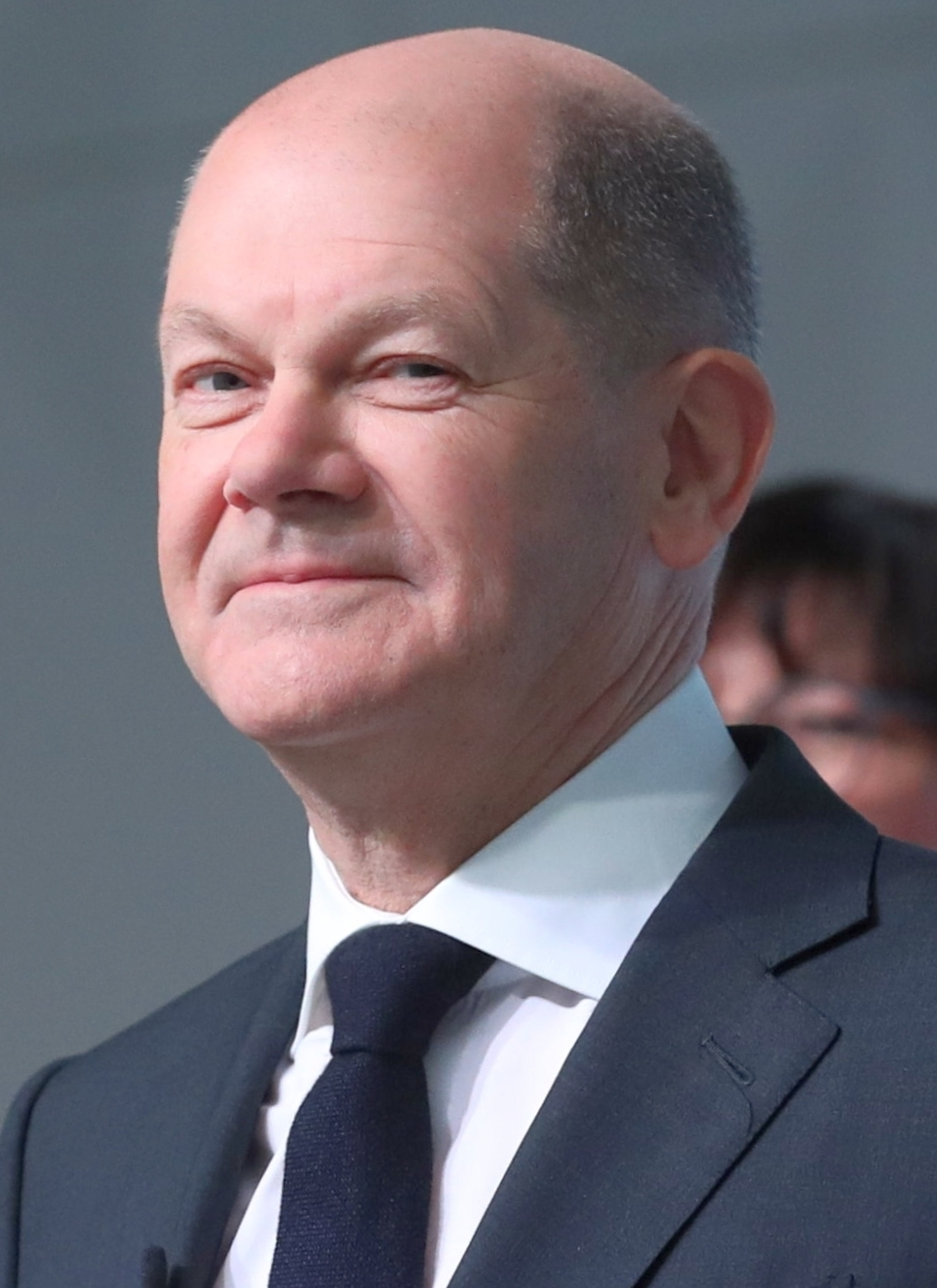
Olaf Scholz

- Berlin/Deutschland: Der Deutsche Bundestag wählt Olaf Scholz zum neunten Bundeskanzler. Nach 16 Jahren endet damit die Amtszeit von Angela Merkel. Die neue Regierung wird von Bundespräsident Frank-Walter Steinmeier ernannt und im Bundestag vereidigt.

### Donnerstag, 9. Dezember 2021
- Berlin/Deutschland: Steffen Hebestreit tritt die Nachfolge von Steffen Seibert als Leiter des Presse- und Informationsamts der Bundesregierung an.
- Bonn/Deutschland: Die Deutsche Forschungsgemeinschaft gibt die zehn Preisträgerinnen und  Preisträger für den Leibniz-Preis 2022 bekannt.
- Los Angeles/Vereinigte Staaten: Verleihung der The Game Awards 2021

### Freitag, 10. Dezember 2021
- Managua/Nicaragua: Nicaragua beendet seine diplomatischen Beziehungen mit Taiwan und nimmt dafür welche mit China auf.
- Oslo/Norwegen: Dmitri Muratow und Maria Ressa werden mit dem Friedensnobelpreis ausgezeichnet.

### Samstag, 11. Dezember 2021

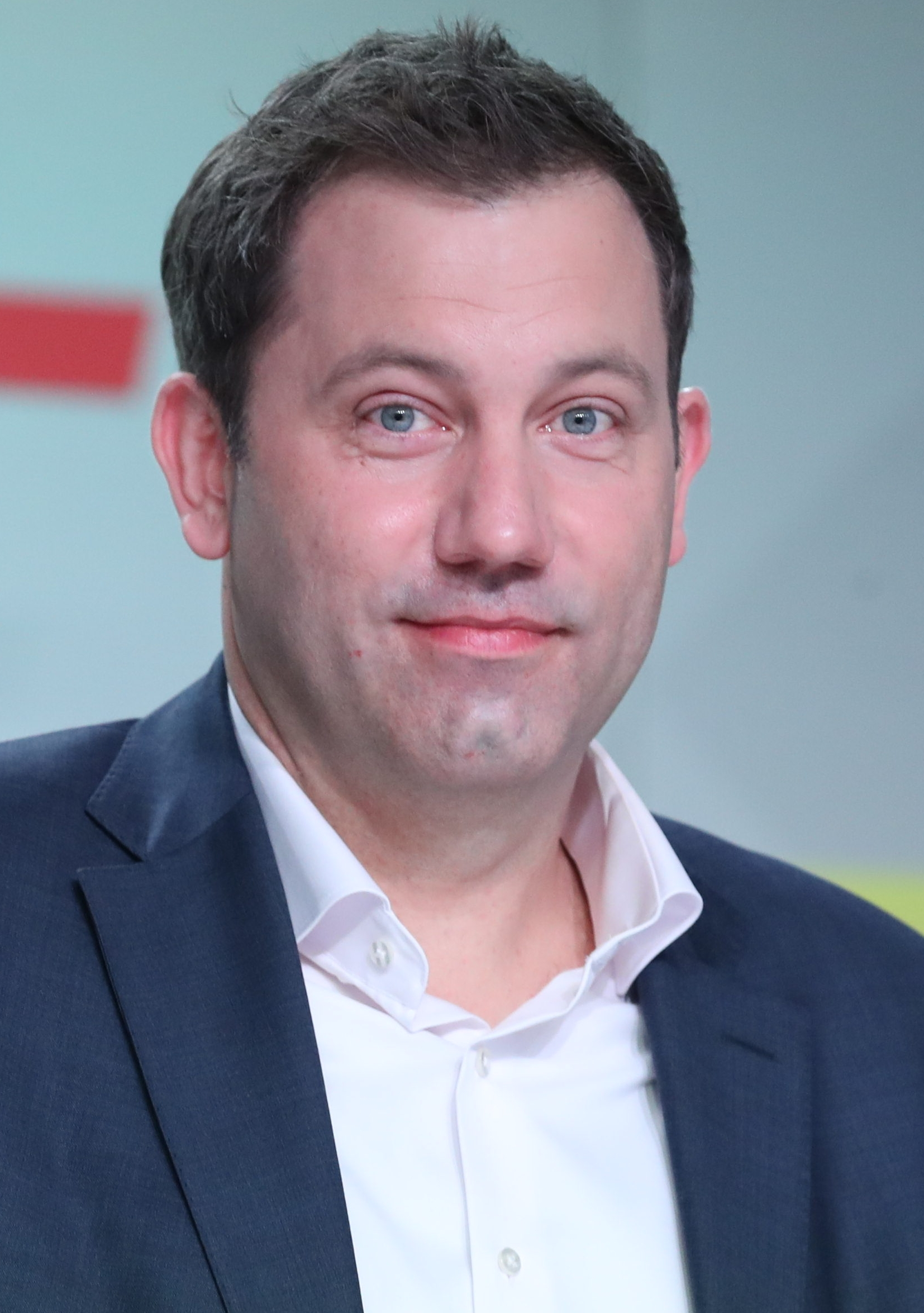
Lars Klingbeil

- Berlin/Deutschland: Auf einem Bundesparteitag der SPD wird der Vorstand neu gewählt. Den Vorsitz teilen sich Lars Klingbeil als Nachfolger des nicht mehr angetretenen Norbert Walter-Borjans und die im Amt bestätigte Saskia Esken, Generalsekretär wird Kevin Kühnert.
- Berlin/Deutschland: Im Rahmen der Verleihung des Europäischen Filmpreises wird Quo Vadis, Aida? von Jasmila Žbanić als bester europäischer Film  ausgezeichnet. Žbanić erhält außerdem den Preis für die beste Regie, Hauptdarstellerin Jasna Đuričić wird als beste Schauspielerin ausgezeichnet.[12]
- Frankfort/Vereinigte Staaten: Bei einer Tornadoserie kamen 90 Menschen ums Leben. Besonders betroffen ist der Bundesstaat Kentucky.
- Karlsruhe/Deutschland: Der schienengebundene Teil der „Kombilösung“ wird eingeweiht.
- Porto Alegre/Brasilien: Knapp neun Jahre nach dem verheerenden Brand in einem brasilianischen Nachtclub mit 242 Todesopfern werden vier Verantwortliche zu langen Haftstrafen verurteilt.

### Sonntag, 12. Dezember 2021

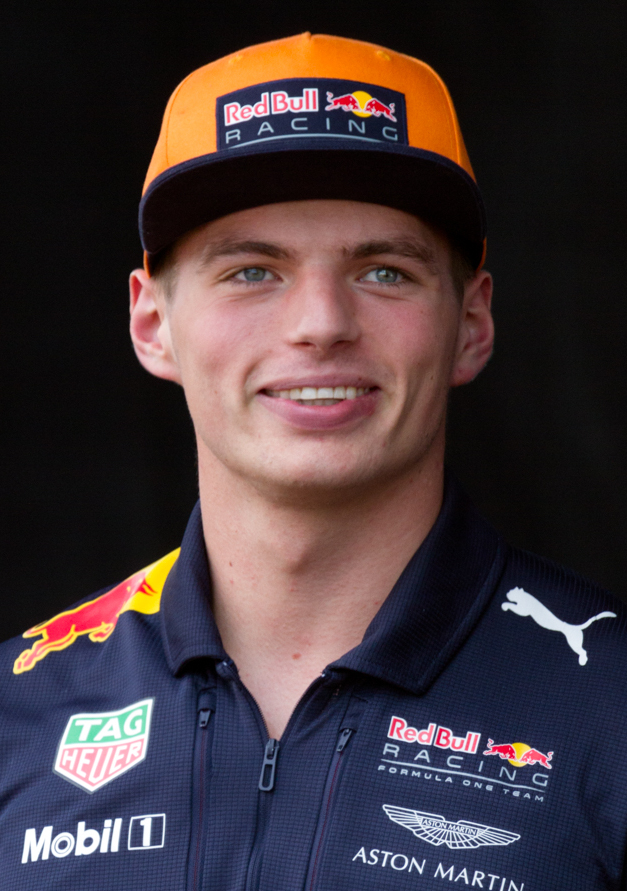
Max Verstappen

- Abu Dhabi/Vereinigte Arabische Emirate: Auf dem Yas Marina Circuit endet mit dem Großen Preis von Abu Dhabi die 72. Saison der Formel-1-WM. Sieger und zugleich Weltmeister wird der Niederländer Max Verstappen.
- Altdorf/Schweiz: Der neue Kantonsbahnhof wird eröffnet.
- Dublin/Irland: Crosslauf-EM
- Nouméa/Neukaledonien: Die Bevölkerung der zu Frankreich gehörenden Pazifikinsel lehnt in einem Referendum erneut die Eigenstaatlichkeit ab.
- Ulm und Friedrichshafen/Deutschland: Die elektrifizierte Württembergische Südbahn wird in Betrieb genommen.
- Orbit: größte Annäherung des Kometen C/2021 A1 (Leonard) an die Erde

### Montag, 13. Dezember 2021

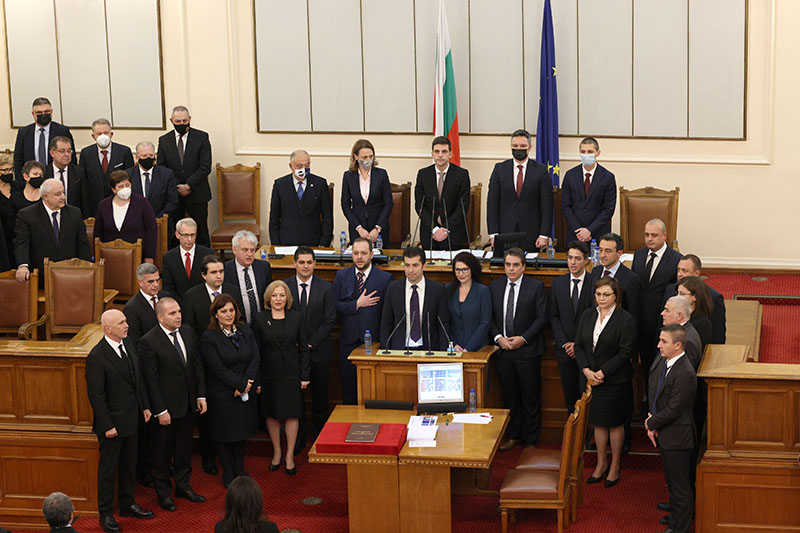
Regierung Petkow

- Indianapolis/Vereinigte Staaten: Im mehrjährigen Rechtsstreit gegen den US-Turnverband sowie dem Nationalen Olympischen und Paralympischen Komitee infolge des Missbrauchsskandals um den ehemaligen Turnarzt Larry Nassar wurde mehreren hundert betroffenen Turnerinnen eine Entschädigung in Höhe von insgesamt 380 Millionen Dollar zugesprochen.
- Sofia/Bulgarien: Die neue Regierung unter Ministerpräsident Kiril Petkow wird vom Parlament vereidigt.
- Trier/Deutschland: Urteilsspruch des Landgerichts im CyberBunker-Prozess.

### Dienstag, 14. Dezember 2021
- Berlin/Deutschland: Der neu gegründete Corona-Expertenrat der Bundesregierung tagt erstmals.
- Cap-Haïtien/Haiti: Bei der Explosion eines Tanklastwagens in Cap-Haïtien sterben 90 Personen, über 100 werden verletzt.
- Minsk/Belarus: Der Oppositionspolitiker Sjarhej Zichanouski wird unter anderem wegen der Organisation von Massenunruhen und dem Schüren sozialer Feindseligkeiten zu 18 Jahren Haft verurteilt.

### Mittwoch, 15. Dezember 2021

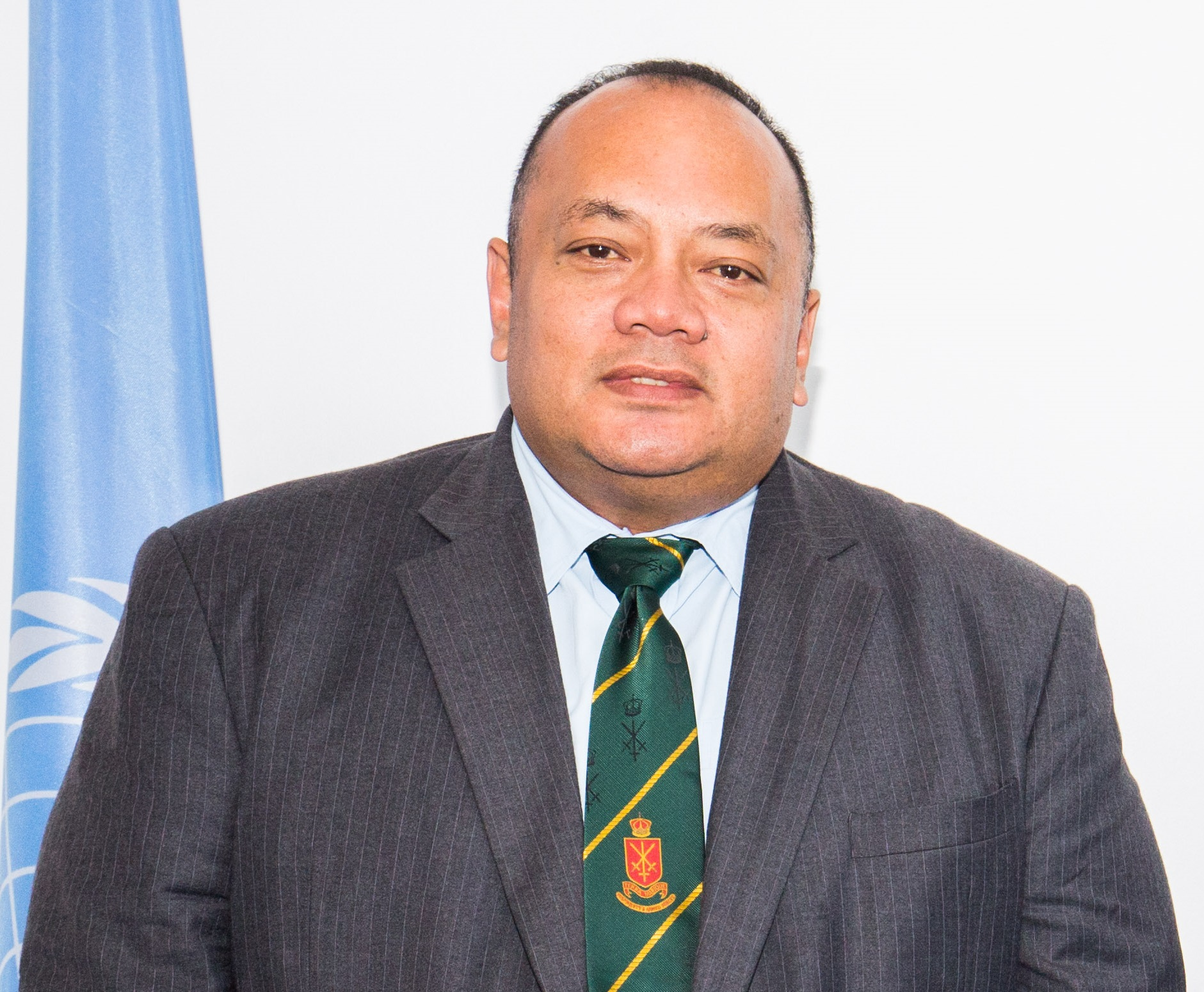
Siaosi Sovaleni (2017)

- Berlin/Deutschland: Das Kammergericht verkündet sein Urteil im sogenannten „Tiergartenmord“.
- Brüssel/Belgien: In Brüssel findet das 7. Gipfeltreffen der Östlichen Partnerschaft statt, zu dem die Regierungschefs aus fünf ehemaligen Sowjetrepubliken eingeladen sind.[13]
- Den Haag/Niederlande: Neun Monate nach der niederländischen Parlamentswahl wird der bisherige geschäftsführende Ministerpräsident Mark Rutte erneut zum Regierungschef gewählt und tritt damit seine vierte Amtszeit an.
- Karlsruhe/Deutschland: Im letzten der NSU-Prozesse verwirft der Bundesgerichtshof im Strafverfahren gegen André Eminger die eingelegten Revisionsanträge.
- Nürnberg/Reichsparteitagsgelände: Der Stadtrat Nürnberg beschließt, dass die nationalsozialistische Kongresshalle als Opernhaus genutzt werden soll.
- Nukuʻalofa/Tonga: Siaosi Sovaleni wird zum Premierminister von Tonga gewählt.
- Straßburg/Frankreich: Das EU-Parlament verleiht den Sacharow-Preis an Alexej Nawalny.
- Valletta/Malta: Als erstes Land der Europäischen Union legalisiert Malta die persönliche Nutzung und einen begrenzten Anbau von Cannabis.

### Donnerstag, 16. Dezember 2021

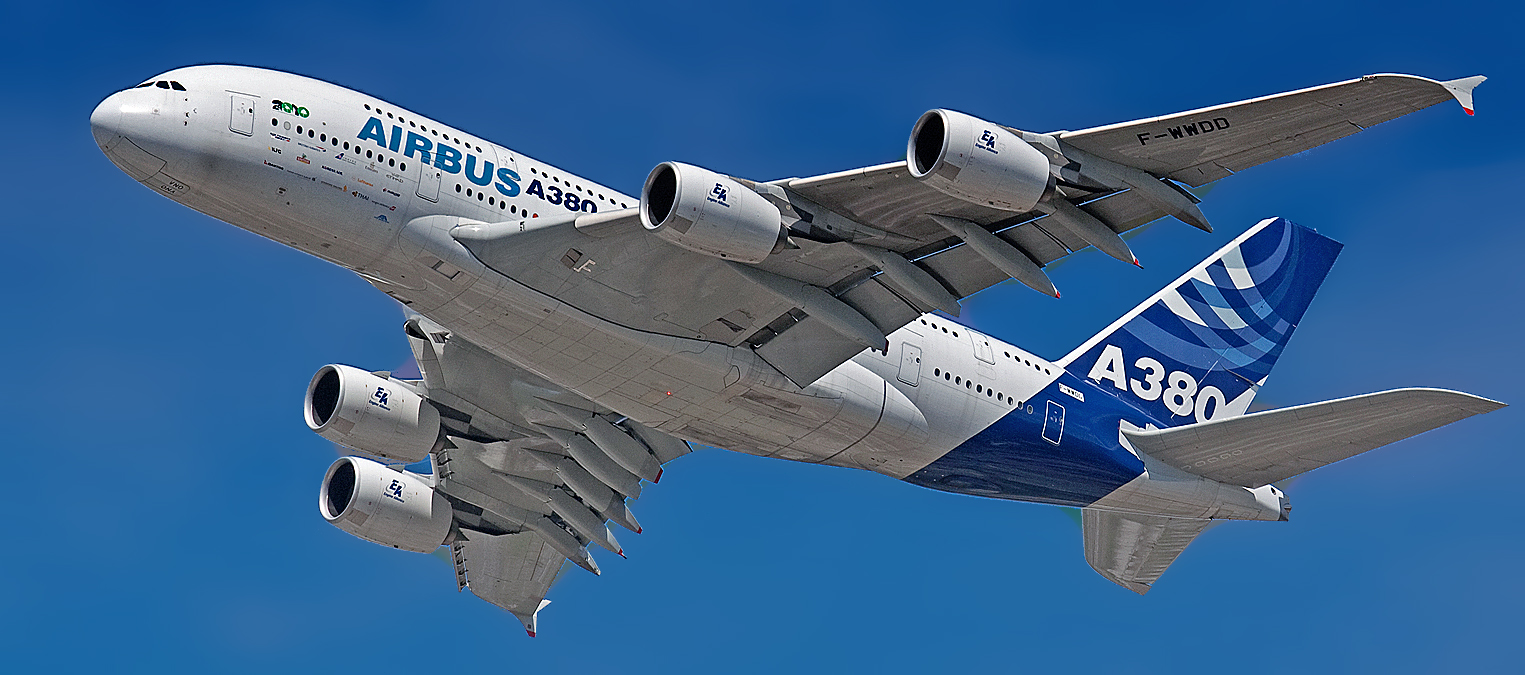
Airbus A380

- Hamburg/Deutschland: Im Airbus-Werk im Stadtteil Finkenwerder endet mit der Übergabe der letzten A380 an die Fluggesellschaft Emirates nach 251 gebauten Exemplaren die Produktion dieses Flugzeugtyps.
- Kassel/Deutschland: Im Strafverfahren zur Amokfahrt in Volkmarsen verurteilt das Landgericht den Beschuldigten erstinstanzlich zu einer lebenslänglichen Freiheitsstrafe.

### Freitag, 17. Dezember 2021
- Osaka/Japan: Bei einem Großbrand in Osaka kommen mindestens 24 Menschen ums Leben.

### Samstag, 18. Dezember 2021
- Taipeh/Taiwan: In einem Referendum verwerfen die Abstimmenden alle vier zu verschiedenen Fragen vorgelegten Vorschläge.

### Sonntag, 19. Dezember 2021

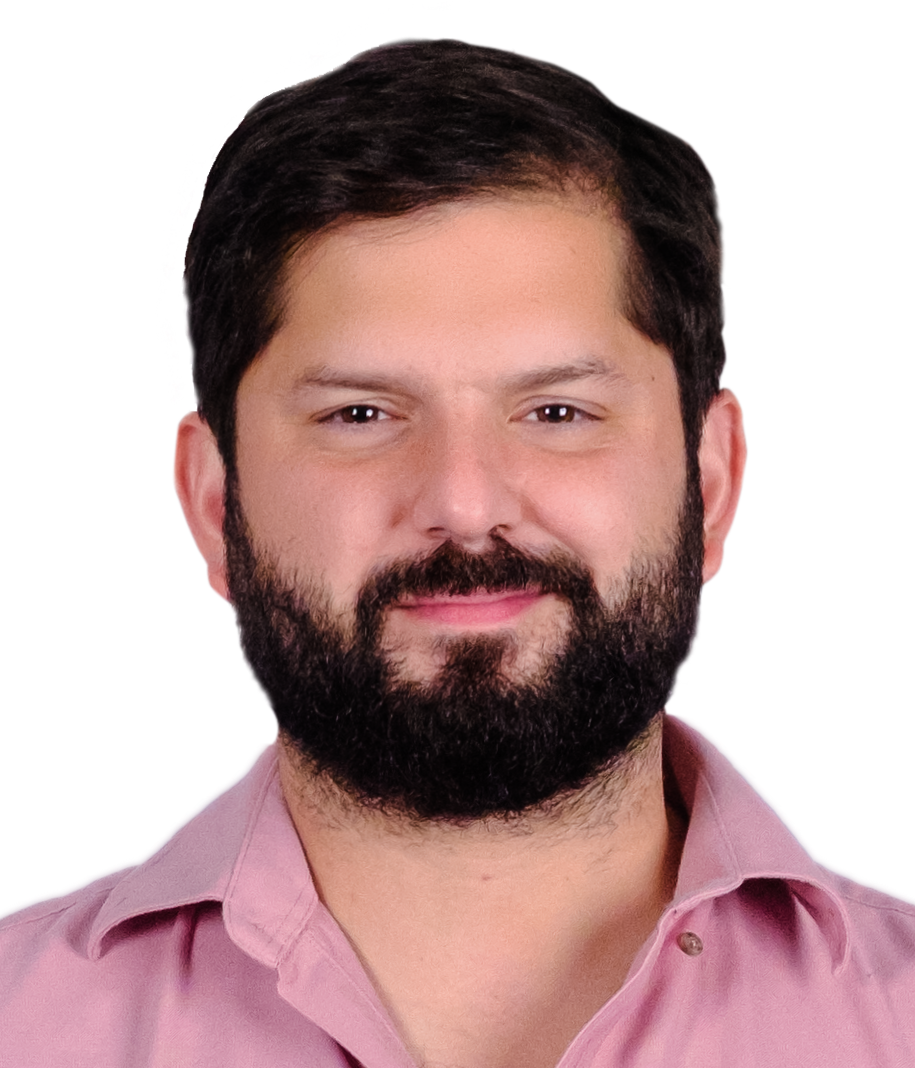
Gabriel Boric (2021)

- Granollers/Spanien: Im Endspiel der Handball-WM der Frauen setzt sich das norwegische Team gegen die Mannschaft Frankreichs durch.
- Khartum/Sudan: Tausende protestieren gegen den Militärputsch vom Oktober.
- Santiago de Chile/Chile: Gabriel Boric gewinnt die Stichwahl der Präsidentschaftswahl gegen José Antonio Kast.

### Montag, 20. Dezember 2021
- Wien/Österreich: Die neu eingerichtete Gesamtstaatliche Covid-Krisenkoordination (GECKO) trifft sich zu ihrer ersten Sitzung.

### Dienstag, 21. Dezember 2021

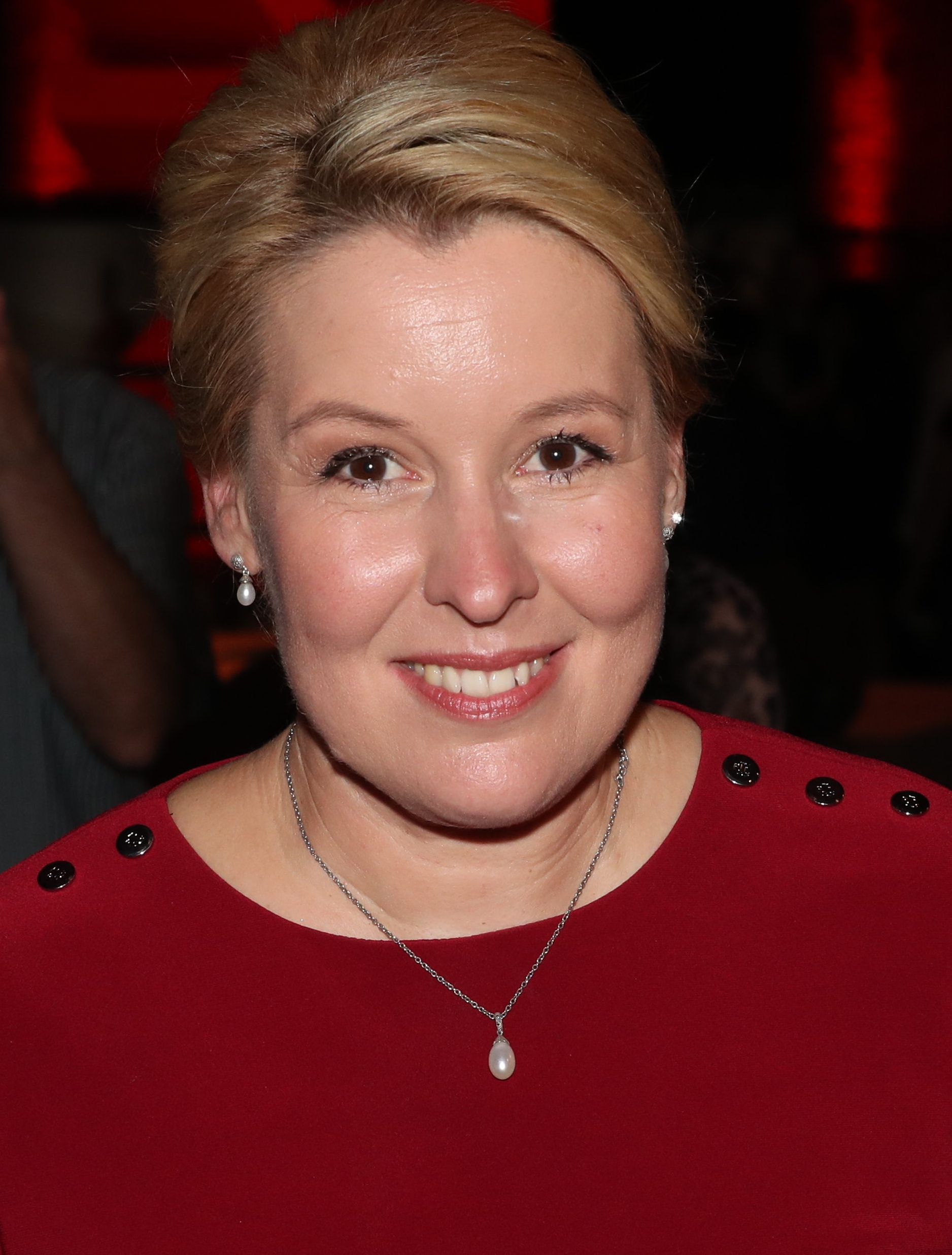
Franziska Giffey

- Abu Dhabi/Vereinigte Arabische Emirate: Am letzten Tag der Kurzbahnweltmeisterschaften stellt Florian Wellbrock einen neuen Weltrekord über 1500 Meter Freistil auf.
- Addis Abeba/Äthiopien: Im äthiopischen Bürgerkrieg ziehen die Rebellen aus Tigray ihre Truppen aus den Regionen Afar und Amhara zurück.
- Berlin/Deutschland: Knapp 3 Monate nach der Abgeordnetenhauswahl tritt Franziska Giffey die Nachfolge von Michael Müller als Regierende Bürgermeisterin an, zugleich nimmt der neue Senat seine Amtsgeschäfte auf.
- Luxemburg/Luxemburg: Der Europäische Gerichtshof erklärt in einem Urteil, dass Europarecht auch gegenüber dem nationalen Verfassungsrecht der einzelnen EU-Mitglieder „absoluten Vorrang“ hat.
- Skopje/Nordmazedonien: Nach schweren Verlusten der Sozialdemokratischen Liga Mazedoniens bei den Kommunalwahlen im Oktober reicht Ministerpräsident Zoran Zaev seinen Rücktritt ein.

### Mittwoch, 22. Dezember 2021
- Fenoarivo Atsinanana/Madagaskar: Bei einem Schiffsunglück vor der Küste der Region Analanjirofo ertrinken 85 Passagiere, 24 werden vermisst. Dem madagassischen Polizeichef Serge Gellé gelingt es beim Absturz seines Hubschraubers während der Rettungsmission, über die Distanz von 12 Kilometern an Land zu schwimmen.
- Karlsruhe/Deutschland: Das Bundesverfassungsgericht hebt zwei Urteile niederer Instanzen auf, die einer Referentin die Titulierung von Xavier Naidoo als „Antisemit“ untersagt hatten.

### Donnerstag, 23. Dezember 2021

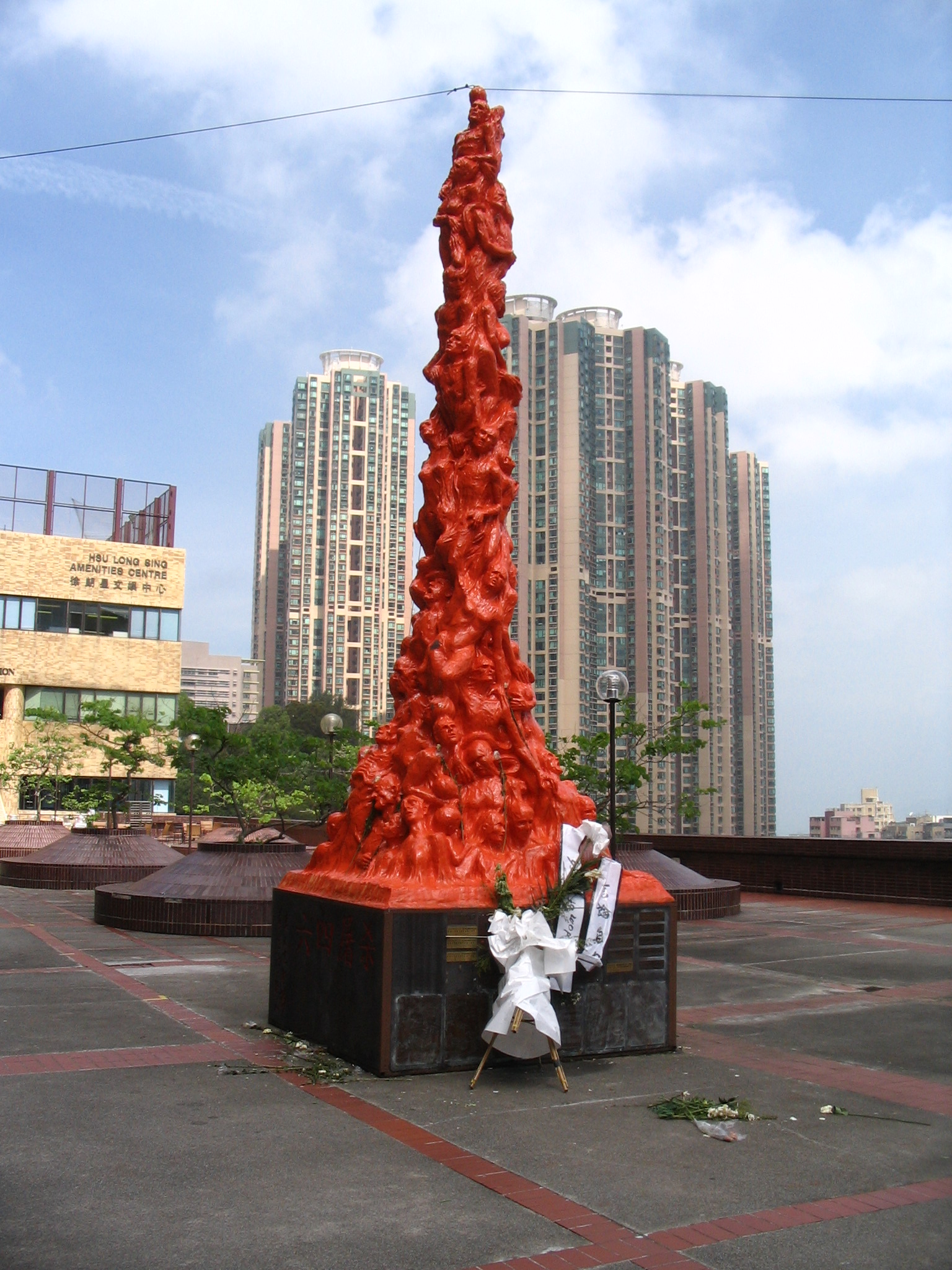
Säule der Schande 2008

- Hongkong/China: Angesichts des Chinesischen Sicherheitsgesetzes für Hongkong wird das auf dem Gelände der Universität aufgestellte Mahnmal Säule der Schande, das an das Massaker auf dem Pekinger Tian’anmen-Platz, entfernt.
- Titao/Burkina Faso: Bei einem bewaffneten Überfall auf zivile Sicherheitskräfte in der Provinz Loroum kommen 41 Personen ums Leben. Es ist die tödlichste Einzelattacke dieser Art bisher in Burkina Faso.
- Washington, D.C./Vereinigte Staaten: US-Präsident Joe Biden unterzeichnet mit dem Uyghur Forced Labor Prevention Act ein Gesetz, das Importe aus der chinesischen Region Xinjiang verbietet. Hintergrund sind die dortigen Menschenrechtsverletzungen durch Zwangsarbeit gegen das Volk der Uiguren, die von chinesischer Seite aus bestritten werden.

### Freitag, 24. Dezember 2021
- Seoul/Südkorea: Die wegen Korruption und weiterer Vergehen zu einer langjährigen Haftstrafe verurteilte ehemalige Staatspräsidentin Park Geun-hye wird begnadigt.

### Samstag, 25. Dezember 2021
- Kourou/Französisch-Guayana: Start des James-Webb-Weltraumteleskops im Raumfahrtzentrum Guayana
- Santa Cruz de La Palma/Spanien: Nach zehntägiger Inaktivität stoppt die Eruption des Vulkans Cumbre Vieja.

### Sonntag, 26. Dezember 2021
- Kabul/Afghanistan: Die Taliban lösen die Unabhängige Wahlkommission in Afghanistan auf.

### Montag, 27. Dezember 2021

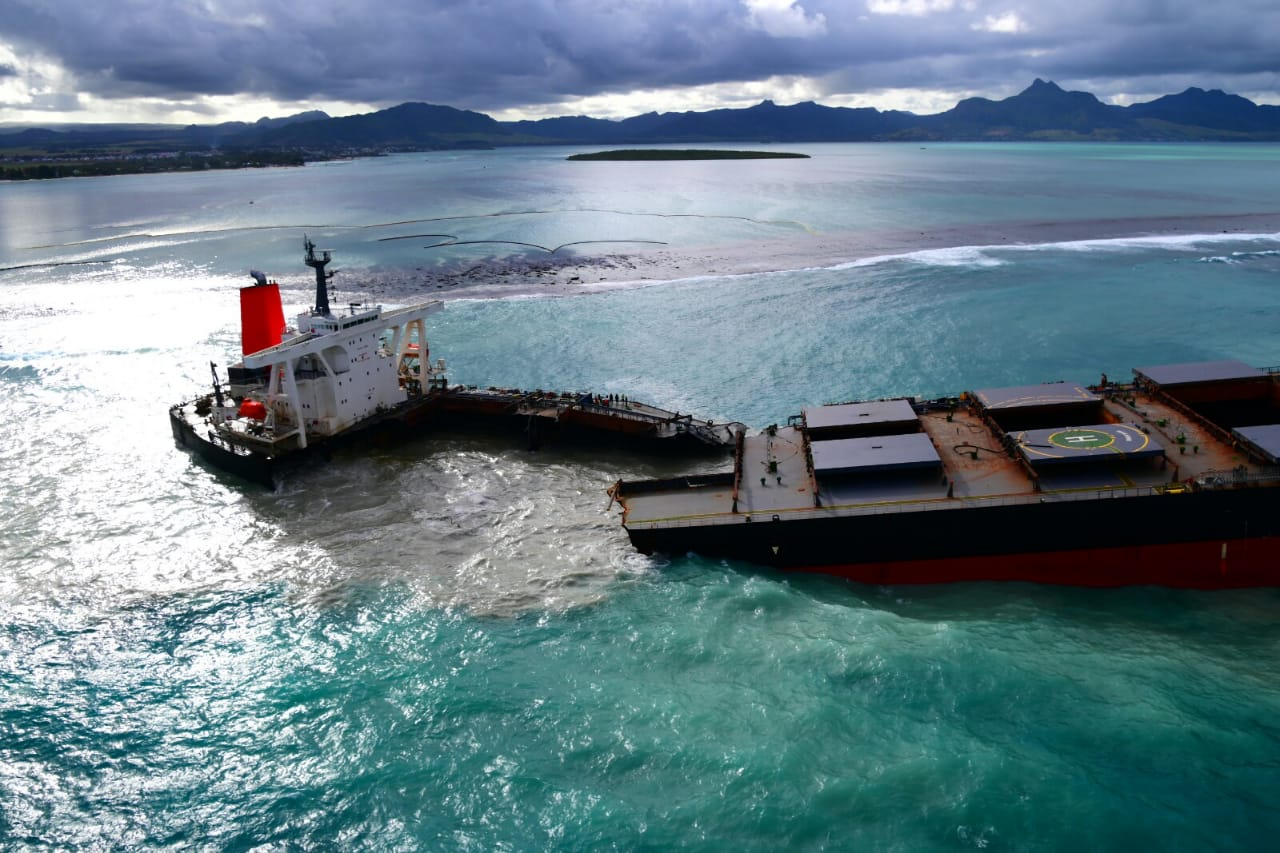
Die gestrandete Wakashio

- Berlin/Deutschland: Der Naturschutzbund Deutschland zeichnet die Stadt Emden mit dem Negativpreis Dinosaurier des Jahres aus.
- Mogadischu/Somalia: Präsident Mohamed Abdullahi Mohamed entlässt Ministerpräsident Mohamed Hussein Roble.
- Port Louis/Mauritius: Im Strafverfahren zur Strandung der Wakashio und die daraus resultierende Ölpest im Juli 2020 werden der Kapitän und der Erste Offizier des Schiffes zu Haftstrafen verurteilt.
- Warschau/Polen: Präsident Andrzej Duda legt sein Veto gegen das umstrittene neue Mediengesetz ein, das damit vorerst nicht in Kraft treten kann.

### Dienstag, 28. Dezember 2021
- an-Nahud/Sudan: Beim Einsturz einer privaten Goldmine kommen mindestens 38 Personen ums Leben.
- Moskau/Russland: Die Menschenrechtsorganisation Memorial wird vom Obersten Gericht aufgelöst.
- Skopje/Nordmazedonien: Nach dem Rücktritt von Zoran Zaev beauftragt Staatspräsident Stevo Pendarovski den Vorsitzenden der regierenden Sozialdemokratischen Liga Mazedoniens, Dimitar Kovačevski, mit der Regierungsbildung.

### Mittwoch, 29. Dezember 2021
- Edmonton/Kanada: Nach einer Vielzahl von Corona-Ausbrüchen wird die Eishockey-WM der U20-Junioren vorzeitig abgebrochen.
- Hongkong/China: Nach einer polizeilichen Untersuchung der Redaktionsräume und der Verhaftung mehrerer Beschäftigter stellt das unabhängige Nachrichtenportal Stand News seinen Betrieb ein.[14]

### Donnerstag, 30. Dezember 2021

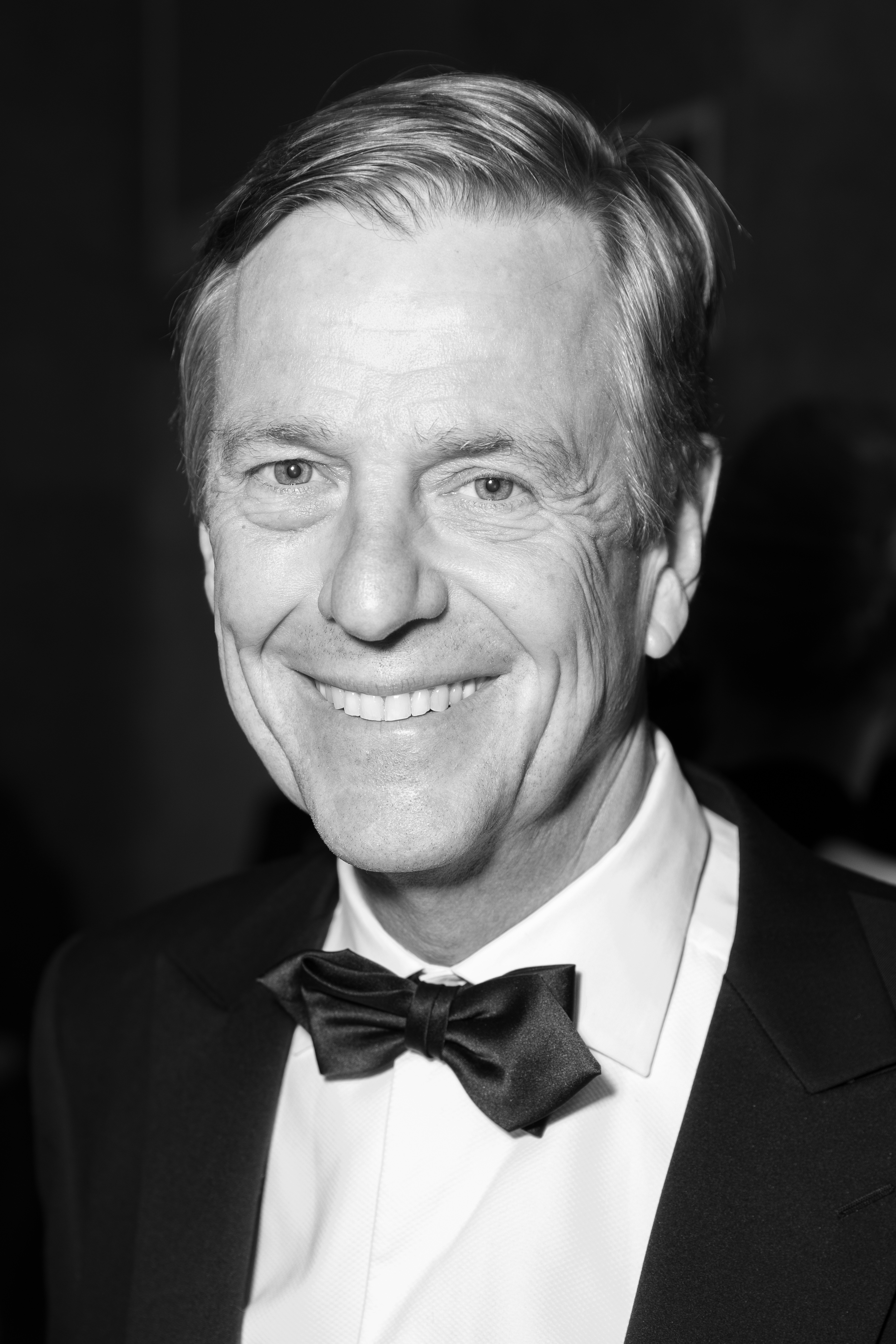
Claus Kleber

- Hamburg/Deutschland: Claus-Erich Boetzkes moderiert letztmals die Tagesschau.
- Mainz/Deutschland: Claus Kleber beendet seine berufliche Karriere beim heute-journal.
- Moskau/Russland: Nadeschda Tolokonnikowa von Pussy Riot, der Kunstsammler Marat Gelman und der Satiriker Wiktor Schenderowitsch werden auf die Liste der „ausländischen Agenten“ gesetzt.

### Freitag, 31. Dezember 2021
- Berlin/Deutschland: Im Zuge des Atomausstieges werden die Kernkraftwerke Grohnde, Brokdorf und Gundremmingen C abgeschaltet.
- Pozzallo/Italien: Nach tagelanger Wartezeit erhält das deutsche Seenotrettungsschiff Sea-Watch 3 die Genehmigung, mit 440 Migranten an Bord auf Sizilien anzulegen.